# Campeonato Sub-15 de la Concacaf de 2013
El Campeonato Sub-15 de la Concacaf de 2013 será la primera edición y se llevó a cabo en agosto del año 2013 en Islas Caimán.

## Equipos participantes
Todos los equipos han sido invitados.
| Equipos participantes | Equipos participantes  | Equipos participantes | Equipos participantes          | Equipos participantes | Equipos participantes |
| --------------------- | ---------------------- | --------------------- | ------------------------------ | --------------------- | --------------------- |
| Islas Caimán          | Aruba                  | Bahamas               | Islas Vírgenes Estadounidenses | Bermudas              | Sint Maarten          |
| Jamaica               | Guadalupe              | Granada               | Belice                         | Santa Lucía           | Honduras              |
| Curazao               | San Cristóbal y Nieves | Martinica             | Haití                          | Antigua y Barbuda     | San Vicente           |
| Guatemala             | Guatemala              | República Dominicana  | Trinidad y Tobago              | El Salvador           | Martinica             |

## Grupos

### Grupo A
| Equipo         | Pts | PJ | PG | PE | PP | GF | GC | Dif |
| -------------- | --- | -- | -- | -- | -- | -- | -- | --- |
| Bermudas       | 15  | 5  | 5  | 0  | 0  | 20 | 1  | 19  |
| Islas Caimán   | 12  | 5  | 4  | 0  | 1  | 27 | 6  | 21  |
| Aruba          | 9   | 5  | 3  | 0  | 2  | 23 | 7  | 16  |
| Bahamas        | 4   | 5  | 1  | 1  | 3  | 11 | 10 | 1   |
| Islas Vírgenes | 4   | 5  | 1  | 1  | 3  | 5  | 30 | -25 |
| Sint Maarten   | 0   | 5  | 0  | 0  | 5  | 2  | 34 | -32 |

### Grupo B
| Equipo      | Pts | PJ | PG | PE | PP | GF | GC  | Dif |
| ----------- | --- | -- | -- | -- | -- | -- | --- | --- |
| Guatemala   | 12  | 4  | 4  | 0  | 0  | 20 | 1   | 19  |
| Belice      | 9   | 4  | 3  | 0  | 1  | 27 | 3   | 21  |
| Jamaica     | 6   | 4  | 2  | 0  | 2  | 23 | 4   | 16  |
| Granada     | 3   | 4  | 1  | 0  | 3  | 11 | -12 | 1   |
| Santa Lucía | 0   | 4  | 0  | 0  | 4  | 5  | -9  | -25 |

### Grupo C
| Equipo                 | Pts | PJ | PG | PE | PP | GF | GC | Dif |
| ---------------------- | --- | -- | -- | -- | -- | -- | -- | --- |
| Honduras               | 12  | 4  | 4  | 0  | 0  | 18 | 0  | 18  |
| Guadalupe              | 9   | 4  | 3  | 0  | 1  | 13 | 4  | 9   |
| San Cristóbal y Nieves | 6   | 4  | 2  | 0  | 2  | 10 | 14 | -4  |
| Sint Maarten           | 3   | 4  | 1  | 0  | 3  | 6  | 13 | -7  |
| Curazao                | 0   | 4  | 0  | 0  | 4  | 3  | 19 | -16 |

### Grupo D
| Equipo                       | Pts | PJ | PG | PE | PP | GF | GC | Dif |
| ---------------------------- | --- | -- | -- | -- | -- | -- | -- | --- |
| El Salvador                  | 11  | 5  | 3  | 2  | 0  | 12 | 4  | 18  |
| Martinica                    | 10  | 5  | 3  | 1  | 1  | 15 | 3  | 12  |
| Haití                        | 10  | 5  | 3  | 1  | 1  | 9  | 6  | 3   |
| Puerto Rico                  | 9   | 5  | 3  | 0  | 2  | 14 | 5  | 9   |
| Antigua y Barbuda            | 3   | 5  | 1  | 0  | 4  | 3  | 16 | -13 |
| San Vicente y las Granadinas | 0   | 5  | 0  | 0  | 5  | 2  | 21 | -19 |

## Fase Final
|  | Semifinales     | Semifinales     |   |                 | Final           | Final        |  |
|  | 23 de agosto    | 23 de agosto    |   |                 | 25 de agosto    | 25 de agosto |  |
|  |                 |                 |   |                 |                 |              |  |
|  | 28 de noviembre |                 |   |                 |                 |              |  |
|  | Bermudas        | 1 (2)           |   |                 |                 |              |  |
|  | Guatemala       | 1 (4)           |   |                 |                 |              |  |
|  |                 |                 |   |                 |                 |              |  |
|  |                 |                 |   |                 | 30 de noviembre |              |  |
|  |                 |                 |   |                 | Guatemala       | 1            |  |
|  |                 | Honduras        | 2 |                 |                 |              |  |
|  |                 |                 |   |                 |                 |              |  |
|  |                 |                 |   |                 |                 |              |  |
|  |                 |                 |   |                 | Tercer lugar    |              |  |
|  | 28 de noviembre | 28 de noviembre |   | 30 de noviembre | 30 de noviembre |              |  |
|  | Honduras        | 2               |   | Bermudas        | 0               |              |  |
|  | El Salvador     | 1               |   |                 | El Salvador     | 2            |  |

### Final
| 25 de agosto de 2013, 19:00 | Guatemala       | 1:2 (1:1) | Honduras              |  |  |
|                             | Mario Rodas 24' | Reporte   | Darixon Vuelto 6' 51' |  |  |

| Brasil                       |
| Campeón Honduras 1.er título |

## Clasificado para losJuegos Olímpicos de la Juventud 2014
|          |
| Honduras |